# شبكة حويجزية

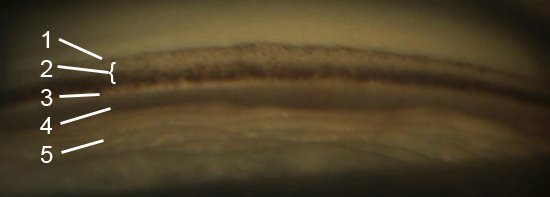
صور لعدسة تنظير الزاوية حيث تظهر بالأرقام: 1- خط شوالبي. 2- الشبكة التربيقية. 3-النتوء الصلبوي. 4- الجسم الهدبي. 5- القزحية.

صورة لعدسة تنظير الزاوية حيث تظهر زاوية الحجرة الأمامية للعين.

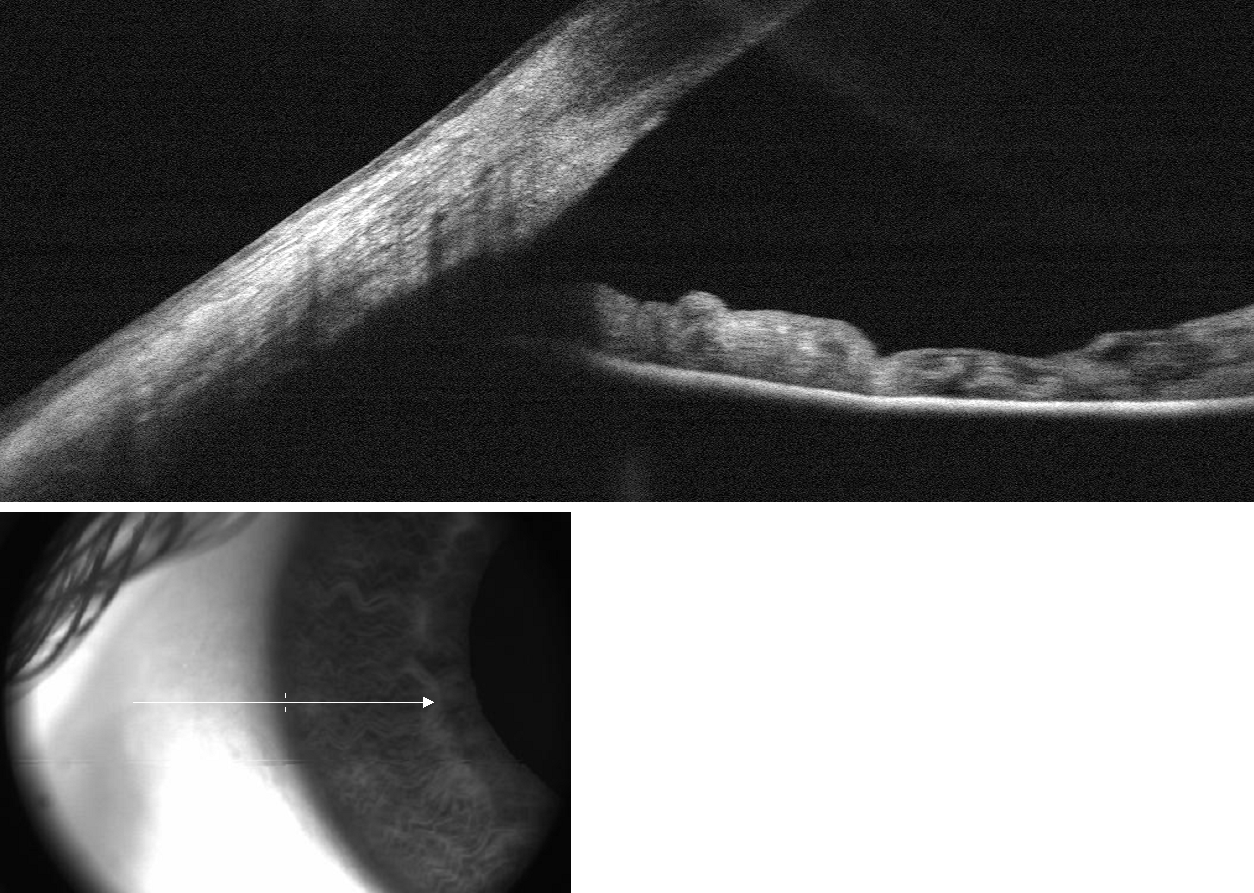
زاوية الحجرة الأمامية للعين تم التقاطها بواسطة جهاز تصوير مقطعي للترابط البصري.

تتكون الشبكة التربيقية (بالإنجليزية: Trabecular Meshwork) من أنسجة تقع حول قاعدة القرنية بالقرب من الجسم الهدبي، وهي مسؤولة عن تصريف الخلط المائي من العين من خلال الحجرة الأمامية للعين.
يتميز النسيج بأنه اسفنجي ويكون مبطناً بالخلايا التربيقية. يسمح هذا النسيج بتصريف الخلط المائي من خلال مجموعة من الأنابيب تسمى قناة شليم والمبطنة بالخلايا البطانية ذات الخصائص الدموية واللمفاوية، والتي بدورها تسمح للخلط المائي بالتدفق إلى الجهاز الدوري الدموي.

## الهيكل البنائي
تنقسم الشبكة التربيقية إلى ثلاثة أجزاء، تتميز كل منها ببنية تحتية مختلفة:
1. الشبكة العنبية الداخلية (Inner uveal meshwork): وتعد الأقرب إلى زاوية الغرفة الأمامية للعين حيث تحتوي على تربيقات دقيقة تشبه الخيط، وتكون منظمة بشكل شعاعي غالباً، وتحيط بمساحات تربيقية تكون أكبر من شكبة الصلبة والقرنية.
2. شبكة القرنية والصلبة (Corneosclearal Meshwork): وتحتوي على كمية كبيرة من الإيلاستين. تكون منظمة على هيئة سلسلة من الصفائح الرقيقة المسطحة والمثقبة وتكون مرتبة في نمط صفائحي. تشكل هذه الشبكة وتر العضلة الهدبية.[2]
3. النسيج المجاور للقناة (Juxtacanalicular tissue): يقع هذا النسيج بجوار قناة شليم مباشرةً، ويتكون من مادة قاعدية من النسيج الضام، حيث تكون مليئة بالغليكوز أمينوغليكان والبروتينات السكرية. يُغطى هذا النسيج الرقيق بطبقة أحادية من الخلايا البطانية.

تكون الشبكة التربيقية مدعومة، بدرجة صغيرة، في تصريف الخلط المائي من خلال مسار تدفق خارجي ثانٍ، ويسمى بالمسار العنبي الصلبوي (5-10% من التدفق الخارجي يحدث بهذه الطريقة). يتم زيادة كفاءة المسار العنبي الصلبوي باستخدام بعض أدوية الجلوكوما مثل نظائر البروستاجلاندين (على سبيل المثال، زالاتان، ترافاتان).
سابقًا، كان يُعتقد أن الشبكة التربيقية تنشأ من نقطة (قمة) بحيث تتطابق مع نهاية غشاء دسمية، إلا أنه يُعتقد الآن أنها تمتد إلى القرنية، وتشكل فيما يعرف بطبقة دوا.

## الأهمية السريرية

### الزرق
يُعتقد أن معظم حالات الجلوكوما أو الزرق (وليست كلها) تنتج عن زيادة في ضغط العين. يزداد ضغط العين عندما يحدث زيادة في إنتاج الخلط المائي أو بسبب انخفاض تدفق الخلط المائي إلى الجهاز الدوري الدموي. يشكل الشبكة التربيقية النسبة الأكبر في تدفق الخلط المائي. عند انسداد التدفق، قد تكون بعض التدخلات الجراحية مثل قطع التربيق أو رأب التربيق أو تحويل الخلط المائي ضرورية لاستعادة التدفق إلى وضعها الطبيعي.